# Eupithecia zombensis
Eupithecia zombensis là một loài bướm đêm trong họ Geometridae.